# ロックスター (横山裕の曲)
『ロックスター』は、横山裕の楽曲。2025年6月9日に1枚目のフル・アルバム『ROCK TO YOU』のリード曲としてINFINITY RECORDSから発売された。アルバムの発売に先駆け、同年5月10日に先行配信された。

## 概要
- 本曲は、横山自身が作詞、SUPER EIGHTのサポートバンドのメンバーであるPeachが作曲・編曲を担当[12][13][14][15]。
- 2025年6月9日に発売された横山の1stソロアルバム『ROCK TO YOU』にリード曲として収録された[8][9][10][11]。
- 本曲は、横山自身が作詞を手がけ、「横山裕にとっての"ロック"とは何か？」をテーマにした、ストレートで等身大のロックナンバーとなっている[4][5][6][7]。
- 「ロックがしたくて でも出来なくて だから憧れているんだ」と歌い出し、パワフルで抜けの良いバンドサウンドに乗せて「君の前ではロックスターでいたいんだよ」と歌うなど、ロックへの憧れや自身の飾らない姿を率直に表現している[4][5][6][7][16]。
- アルバムの発売に先駆け、2025年5月10日に先行配信された[4][5][6][7]。

## 制作

### 楽曲
本曲は横山の1stアルバム『ROCK TO YOU』の収録曲の中で、最初に完成した楽曲である。
さらに、同作の収録曲の中で一番「言いたいことが詰まっている」楽曲であることから、同作のリード曲となった。
また、長年グループのサポートバンドのメンバーとして参加し、グループの多数の楽曲を制作してきたギタリストのPeachに、本曲の歌詞を渡して作曲を依頼すると、熱い言葉と共に熱い曲が返ってきたため、「この人にこういう歌詞を書いたらちゃんと返してくれるんだ」と思えたことがアルバム制作の上で大きかったという。

### 歌詞
本曲の歌詞は、横山自身が「横山裕にとっての"ロック"とは何か？」をテーマに作詞した。
本曲の歌詞をPeachに渡して作曲の依頼をすると、歌詞を読んだPeachから本曲の「ロックがしたくて」や「ロックスターでいたい」という歌詞は、Peachが実際にプロとして長年ロックをやっているため、「"ロックがしたい"と真正面に言えるのがカッコいい」「自分にはもう書けない」と熱く語られたという。
これに対して横山は「ギターを始めたばかりの自分だからこそ書けた正直な思い」「どの曲も言いたいことをそのまま歌詞にしました」と語っている。
本曲のサビの歌詞では、「みんなの前」ではなく「君の前」という表現を用いたことについて、「1人1人にしっかり届けること」を大事に考えたためだという。横山は「観客は傍観者ではなく、当事者であってほしい」と考えているため、横山の考える「カッコいいライブ」を成立させるためには「1人1人にどれだけのものが伝わるライブをできるか」が重要だと捉えている。

### タイトル
本曲のタイトルについて、まず「ソロライブを行う」ということを考えた時に、自然と「ロックスター」という歌詞が思い浮かんだという。そこから今回のソロプロジェクトのテーマとなる「ROCK TO YOU」という言葉が思い浮かんだことから、テーマに沿って横山自身の中の「ロックスター像」をイメージし、音楽だけでなく「カッコいい人でいたいな」という願いを「ロックスター」という言葉で表現したといい、そのままタイトルとして使用したという。

## プロモーション

### 2025年
- 5月9日、横山の44歳の誕生日にソロプロジェクト・ROCK TO YOUの発足や後述のソロアルバム『ROCK TO YOU』の発売などが発表され、本曲が同作のリード曲として先行配信されることも発表された[8][9][10][11]。
- 5月10日
  - 本曲が各配信サイトにて先行配信された[4][8][9][10][11]。
  - 本曲のミュージック・ビデオが公開された[22][5][6][7]。
- 5月23日、ROCK TO YOUのInstagramにて、本曲のレコーディング映像の一部が公開された[23]。
- 6月9日、本曲が横山のソロアルバム『ROCK TO YOU』のリード曲として発売された[8][9][10][11]。また、同作の初回限定盤の特典Blu-rayには、本曲のMVとメイキング映像が収録された[8][9][10][11]。
- 6月14日、日本テレビ系『with MUSIC』にて、本曲がテレビ初披露された[24][25][26]。

## ミュージック・ビデオ
- 本曲の先行配信日である2025年5月10日にミュージック・ビデオが公開された[22][5][6][7]。
- 監督は、横山も所属する関ジャニ∞（当時）の「アンスロポス」のMVも手掛けた多田海が担当[27][16]。
- MVは、バンド編成の中でギター&ボーカルを務める横山が全身で音楽を楽しみながら中央に立つ構図が印象的でシンプルな作品となっている[22][5][6][7][16]。
  - MVの制作にあたり、監督の多田には「シンプルにしてください」とだけ伝えていたという[28]。
- 撮影には、SUPER EIGHTのバンドメンバーとして長年活動を共にしてきたサポートバンドのメンバーが参加している[22][5][6][7]。
- MVは、本曲がリード曲として収録される1stアルバム『ROCK TO YOU』の初回限定盤の特典Blu-rayにも収録されている[8][9][10][11]。
- なお、本曲と同じく『ROCK TO YOU』の収録曲「存在意義」もライブのことを意識して制作された楽曲であり、2曲とも横山が「今伝えたいこと」をそのまま書いた曲であるため、MVの制作についてはどちらの楽曲にするか迷ったという[16]。

## チャート成績
- オリコンチャート
  - 初日1,268ダウンロードを記録し、2025年5月10日付の「オリコンデイリー デジタルシングル（単曲）ランキング」で初登場1位を獲得した[1]。
  - 初週1,373ダウンロードを記録し、2025年5月19日付の「オリコン週間 デジタルシングル（単曲）ランキング」で週間47位を獲得した[2]。
- Billboard JAPAN
  - 2025年5月14日公開の「Billboard Japan Download Songs」で週間45位を獲得した[29]。
  - 翌2025年5月21日公開の「Billboard Japan Download Songs」では、前週を上回る週間21位を獲得した[3]。

## クレジット

### 作詞・作曲・編曲
- 作詞：横山裕
- 作曲・編曲：Peach

### 参加ミュージシャン
※アルバムクレジットより。
- Drums：坂本暁良
- E.Bass：種子田健
- Keyboards：石井ひなた
- Chorus：Peach、こさかりょうこ
- E.Guitar & All Other Instruments：Peach

## 収録作品

### アルバム
- 1stアルバム『ROCK TO YOU』

### 映像作品

#### ミュージック・ビデオ
- 1stアルバム『ROCK TO YOU』（初回限定盤 特典Blu-ray）

## テレビ歌唱
- with MUSIC（2025年6月14日、日本テレビ）[24][25][26]